# Boris Kossoy
Boris Kossoy (São Paulo, 1941) é um fotógrafo, pesquisador, historiador, arquiteto, professor universitário, sendo professor emérito pela ECA-USP.
Foi professor da Faculdade de Comunicação Social Anhembi, Escola de Sociologia e Política, Faculdade de Arquitetura, Artes, Comunicação e Design da Universidade Estadual Paulista (Unesp) e da Escola de Comunicações e Artes da Universidade de São Paulo (ECA-USP). Nessa última, Kossoy alcançou a livre-docência e também o título de professor titular do Departamento de Jornalismo e Editoração, onde lecionou fotografia entre os anos 1998 e 2008. Posteriormente atuou como professor do Programa de Pós-graduação em Ciências da Comunicação (PPGCOM) da ECA e recebeu, em julho de 2025, a titulação de professor emérito pela mesma universidade.
Nascido em São Paulo, Kossoy dedicou-se desde jovem à fotografia, e foi nela que encontrou o tópico principal de suas pesquisas acadêmicas. Em 1968 fundou o Estúdio Ampliart, atuando nas áreas de jornalismo, publicidade, retrato, estúdios e decoração.

## Biografia

### Formação
Kossoy é graduado em Arquitetura e Urbanismo pela Universidade Presbiteriana Mackenzie (1965). Tendo interesse por fotografia desde muito jovem, sua entrada na faculdade de arquitetura foi esperada. Ele se dedicou ao curso e aprofundou seus conhecimentos em História e Realismo Italiano, que expõe a metrópole como cenário de conflitos políticos e enfatiza a luta por sobrevivência da população em meio ao caos. Esses elementos foram a base para que Boris criasse seus futuros projetos. Ele se forma em 1965, dentro do prazo previsto de conclusão do curso.
Possui mestrado e doutorado em Ciências pela Fundação Escola de Sociologia e Política de São Paulo (1977-1979).
Alcançou a livre-docência e o título de professor titular do Departamento de Jornalismo e Editoração da Escola de Comunicações e Artes da Universidade de São Paulo (ECA-USP). Atualmente, atua no corpo docente do Programa de Pós-graduação em Ciências da Comunicação (PPGCOM) da ECA.
Em julho de 2025, Boris recebeu a titulação de professor emérito pela Universidade de São Paulo (USP). A titulação de professor emérito é dada a professores já aposentados e que se distinguiram com atividades didáticas e de pesquisa, e que tenham contribuições notáveis para o progresso da Universidade.

## Carreira
Kossoy tem estudado a fotografia em diferentes vertentes, como: teoria, história e poética. E alguns de seus livros publicados são referências: Hercule Florence, a descoberta isolada da fotografia no Brasil (1977), que teve publicações no México, Espanha, Alemanha, França e Estados Unidos. Outros títulos do autor são: Dicionário Histórico-Fotográfico Brasileiro; Fotografia e História (1989); Realidades e Ficções na Trama Fotográfica (1999); Lo Efímero y lo Perpetuo en la Imagen fotográfica (2007); Viagem pelo Fantástico.

### Hercules Florence e descoberta
Kossoy foi responsável pelo resgate histórico de pesquisas que comprovaram a invenção paralela da fotografia no Brasil por Hércules Florence com seus experimentos com métodos de "impressão pela luz", em 1833, trazendo reconhecimento mundial a esse inventor. Ele queria entender o processo de captura da luz do ponto de vista teórico, histórico e artístico, e publicou obras de referência sobre o assunto, entre elas está Hercule Florence, a Descoberta Isolada da Fotografia no Brasil (1977). Na obra, Boris argumenta sobre a hipótese da descoberta da fotografia, e diz que a mesma aconteceu no interior de São Paulo, por Hercule Florence, e não na França, como é dito nos manuais de história da fotografia.

### Reconhecimento
Suas obras integram coleções permanentes em instituições mundo afora, como o Museum of Modern Art (Nova York), George Eastman House (Rochester), Smithsonian Institution (Washington), Bibliothèque Nationale de Paris, Museu de Arte de São Paulo Assis Chateaubriand (MASP), Museu de Arte Moderna de São Paulo (MAM São Paulo), Pinacoteca de São Paulo, Museu de Arte Contemporânea da USP (MAC USP) e Centro de la Imagen (Cidade do México).
Uma exposição realizada no ano de 2022 em Fortaleza, capital do Ceará, homenageou a obra e a carreira de Boris Kossoy. O Museu da Fotografia de Fortaleza (MFF), recebeu do dia 20 de agosto até o dia 20 de novembro de 2022, a mostra Estranhamento – Fotografias de Boris Kossoy. Durante os meses de exposição, o público pode conhecer as obras e a trajetória do fotógrafo. Ao todo foram 92 obras exibidas, selecionadas por Diógenes Moura, curador de fotografia.
A estreia da mostra coincidiu com o cinquentenário da publicação da obra Viagem pelo Fantástico, primeiro livro de Boris, obra essa que é considerada inovadora no cenário artístico do século 20. Kossoy criou narrativas visuais que faziam um apelo ao absurdo e a fantasia, o que subvertia a lógica vigente que definia a fotografia como uma representação fiel da realidade.
Esgotado desde a década de 1980, e considerado o precursor sul-americano do realismo fantástico na fotografia, o livro ganhou uma nova edição em 2021 pela editora Ipsis. A corrente artística chamada realismo fantástico chamava atenção para questões despercebidas do dia a dia por meio da representação de cenas imaginárias ou mágicas. E a fotografia que era vista como um processo documentário, ganhava forma como expressão artística subjetiva.
Cerca de vinte fotos do livro Viagem pelo Fantástico ficaram em exposição no Museu da Fotografia de Fortaleza. Algumas delas eram: O Maestro (1970) e Surpresa na Estrada (1970). A mostra também incluía obras mais recentes de Boris.

## Prêmios e homenagens
- 1984 - Recebeu, no ano de 1984, a condecoração Chevalier de l' Ordre des Arts et des Lettres (“Cavaleiro da Ordem das Artes e Letras”) do Ministério da Cultura e da Comunicação da França.[3][5]
- 2007 - Honra ao Mérito 2007 do Intercom (Sociedade Brasileira de Estudos Interdisciplinares da Comunicação).[3]
- 2010 - Premio Speciale Fotografia (8ª Bienal Internacional de Arte de Roma).[3]
- 2013 - Foi homenageado pelo Prêmio Brasil Fotografia 2013, tendo recebido o Prêmio Especial pela obra e por sua importante reflexão sobre fotografia. A abertura da exposição com as obras vencedoras aconteceu no Espaço Cultural Porto Seguro, em São Paulo.[3][16][17]
- 2015 - em 19 de agosto de 2015 foi homenageado pelo Laboratório de Estudos sobre Etnicidade, Racismo e Discriminação (LEER) da USP em parceria com a Escola de Comunicações e Artes (ECA), pelos seus 50 anos como fotógrafo. A cerimônia aconteceu na Biblioteca Brasiliana Guita e José Mindlin, durante o segundo Seminário Fotografia, Conhecimento e Memória, um evento do Núcleo de Estudos Interdisciplinares sobre Imagem e Memória (NEIIM) da USP.[18] No mesmo ano, também foi homenageado na Suíça pela Fundação Brasilea. Foi escolhido como o fotógrafo do ano e ganhou uma exposição de suas obras, que aconteceu de 10 de setembro a 29 de outubro de 2015.[18]

## Livros publicados
- 2014: Lo Efímero y lo Perpetuo en la Imagen Fotográfica, Madrid: Ediciones Cátedra.[19]
- 2014: Fotografia & História, 5ed., São Paulo: Ateliê Editorial.[20][21][22]
- 2010: Boris Kossoy, Fotógrafo, São Paulo, Cosac Naify; Imprensa Oficial do Estado; Pinacoteca.[23]
- 2007: Os Tempos da Fotografia. O Efêmero e o Perpétuo, São Paulo: Atelier Editorial.[24]
- 2006: Hercule Florence, a Descoberta Isolada da Fotografia no Brasil, 3ed., São Paulo: EDUSP.[25]
- 2002: Dicionário Histórico-Fotográfico Brasileiro; Fotógrafos e Ofício da Fotografia no Brasil (1833-1910), São Paulo: Instituto Moreira Salles.[26]
- 2001: Fotografia & História, 3ed., São Paulo: Ateliê Editorial.
- 1999: Realidades e Ficções na Trama Fotográfica, 6ed., São Paulo: Ateliê Editorial.[27][28]
- 1989: Fotografia e História, 1ed., São Paulo: Ática.[20]
- 1988: São Paulo, 1910; Imagens de Guilherme Gaensly, São Paulo.[29]
- 1984: Album Photographico do Estado de São Paulo, 1892; estudo crítico. São Paulo: Kosmos/CBPO.[30]
- 1980: Origens e Expansão da Fotografia no Brasil. Século XIX, Rio de Janeiro: Funarte.[31]
- 1971: Viagem pelo Fantástico, São Paulo: Kosmos[32]